# Китятки гіркуваті
{{#ifeq:0|0|{{#if:|{{#if:Polygalaamarella|[[]}}|}}}}
Китятки́ гіркува́ті (Polygala amarella) — багаторічна рослина родини китяткових, близька до китяток гірких. Низенька трава із дрібними синіми або білими квітками. Вирізняється гірким смаком та здатністю милитися у воді. Поширена у помірній зоні Європи. Регіонально рідкісний вид, взятий під охорону в Україні, Росії, Чехії, Австрії, Словаччині. Маловідома декоративна і лікарська рослина.

## Назва
Латинська родова назва походить від давньогрецьких слів πολύς — «багато» і γάλα — «молоко». Давні греки словом «polygala» позначали невідомий чагарничок, який підвищував надої у корів та кіз. Згодом ця назва поширилась на китятки і стала їхньою офіційною науковою. Насправді, худоба не їсть цю траву через її гіркий смак. Саме цій особливості китятки гіркуваті зобов'язані своєю видовою назвою. Цікаво, що вказівка на гіркий смак присутня у найрізноманітніших назвах: латинській amarella, російський горьковатый, чеській та словацькій horky, що відповідають українському епітету «гіркуваті». Крім того, у словацькій мові є ще й народна назва horčinka horkastá, яка двічі наголошує на цій особливості виду.
Одна з естонських народних назв seebilill («мильний шовк») вказує на ще одну цікаву особливість цієї рослини — здатність її надземної частини у воді милитися.
В українській мові народних назв для китяток гіркуватих не зафіксовано.

## Опис

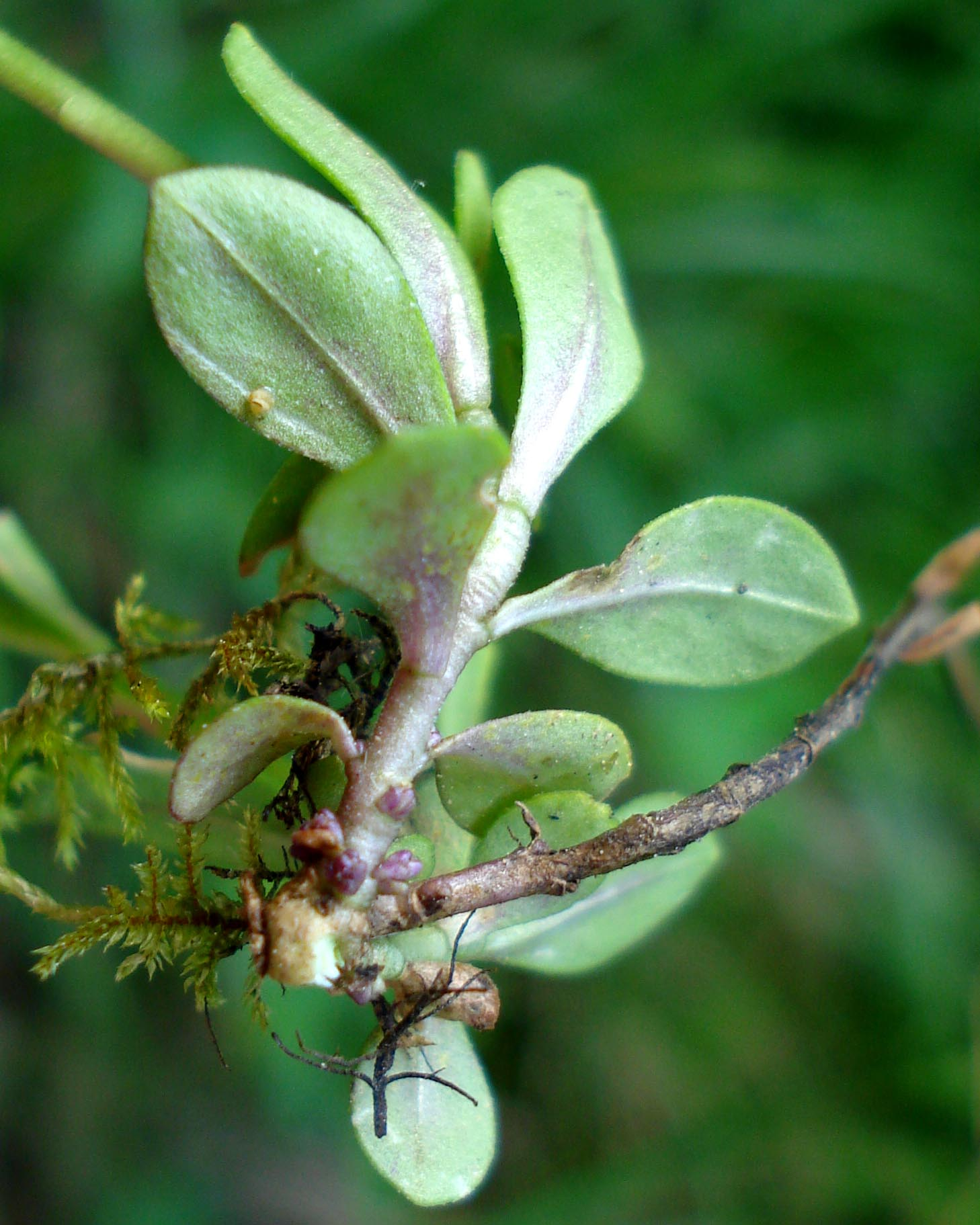
Вид знизу на нижню частину стебла: видно розеткові листки та бруньки відновлення.

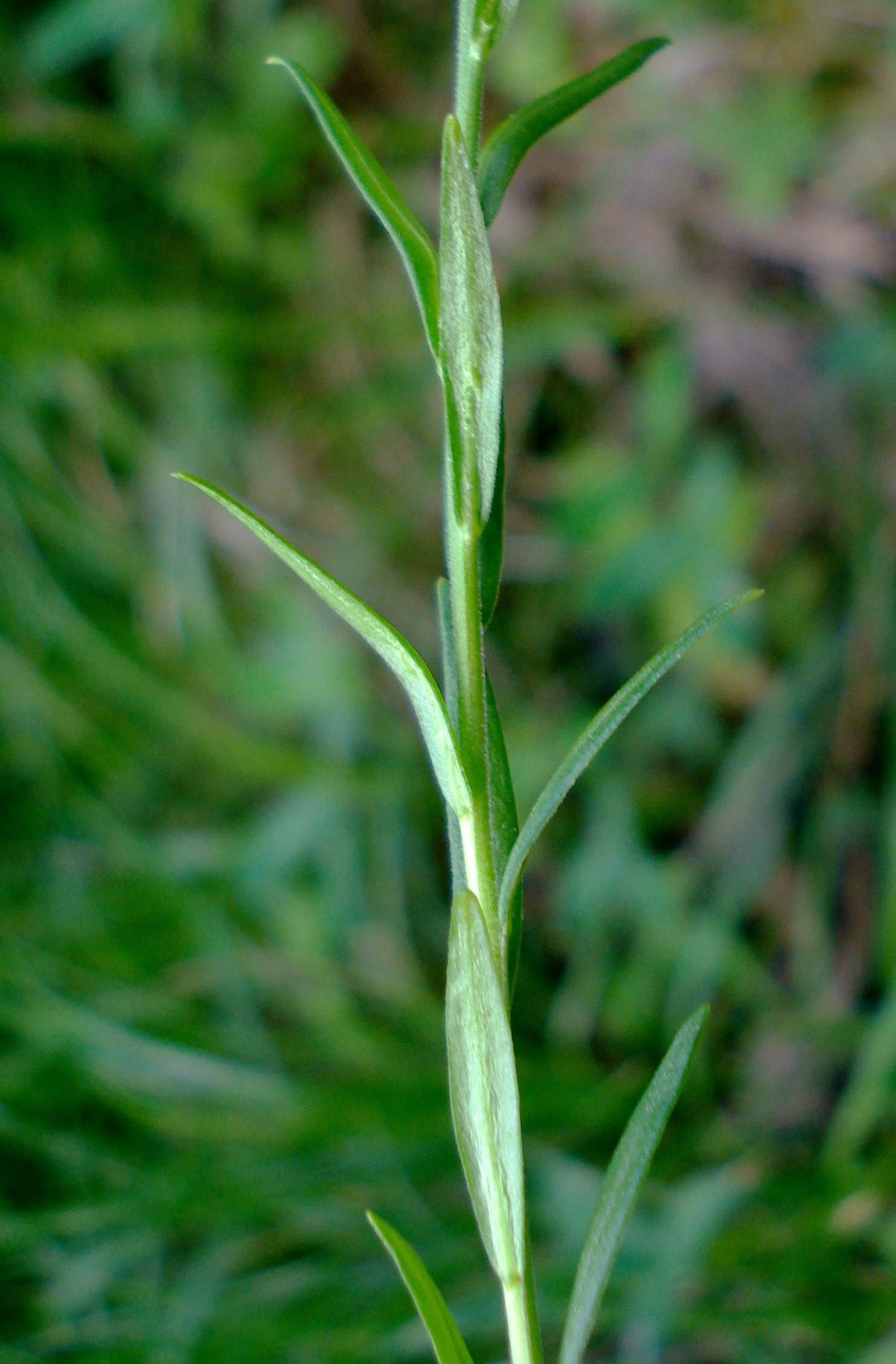
Стеблові листки.

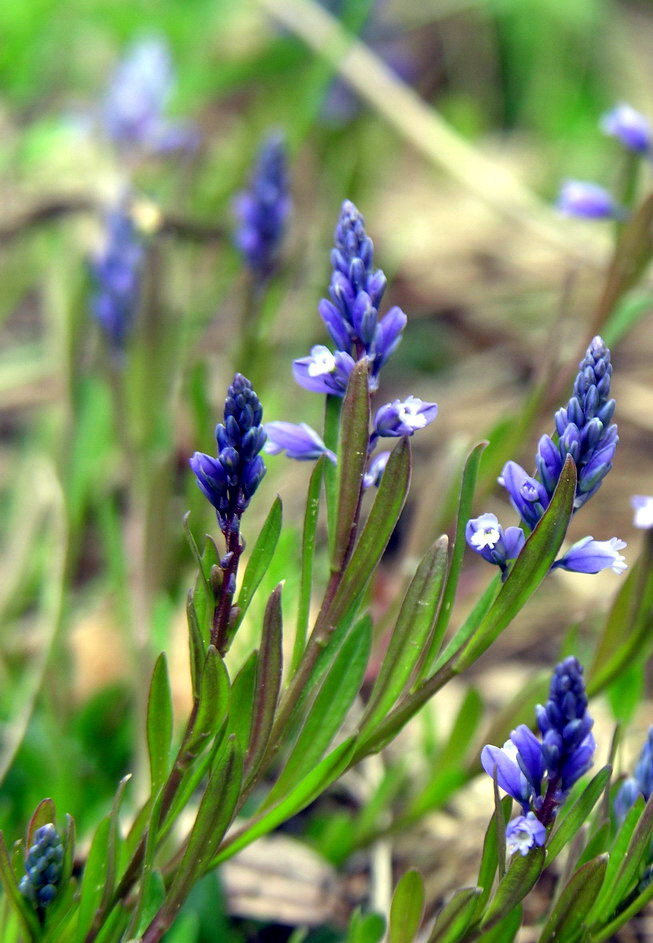
Суцвіття типового забарвлення.

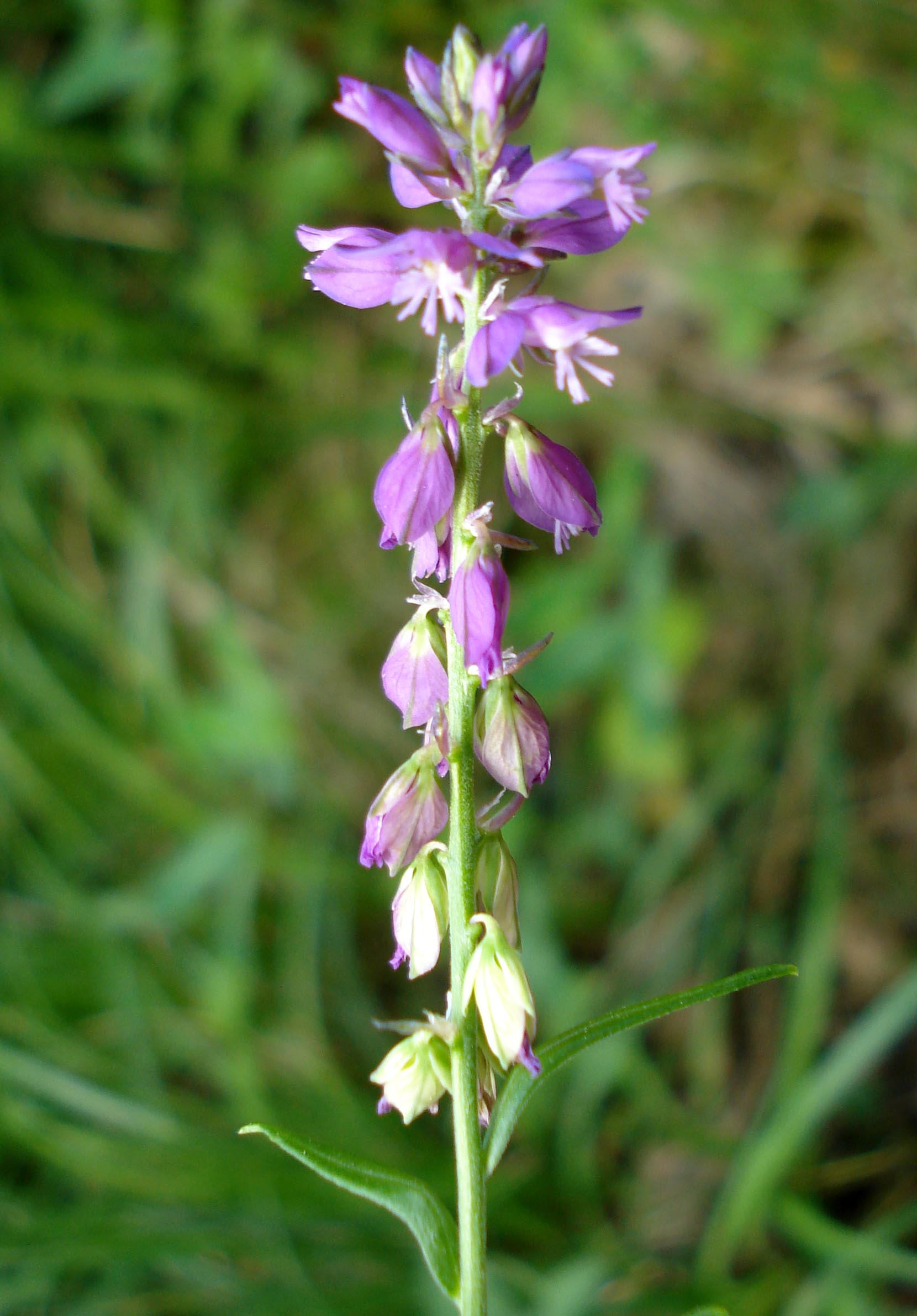
Нетипове суцвіття рожево-бузкового кольору.

Багаторічна трав'яниста рослина заввишки 5-20 см; хамефіт або гемікриптофіт. Усі частини китяток гіркуватих мають гіркий смак. Корені стрижневі, тонкі, розгалужені, утворюють мікоризу. Стебла численні, прямостоячі або висхідні, слабо розгалужені, розсіяно опушені. Листки прості, цілокраї, з клиноподібною основою, тупі, бувають двох типів: нижні утворюють прикореневу розетку, верхні вкривають стебло. Розеткові листки вдвічі більші за стеблові, оберненояйцеподібні, на дуже коротких черешках, стеблові — чергові, сидячі, формою від видовжено-яйцеподібних до лінійно-ланцетних, із найбільшою шириною у верхній третині листкової пластинки. З початком цвітіння розеткові листки відмирають.
Суцвіття — верхівкова пірамідальна китиця, складена з 10-40 квіток. На початку цвітіння вона щільна, але квітконос продовжує ріст під час цвітіння, тому поступово відстань між квітками збільшується. Приквітки рано опадають. Квітки зигоморфні, завширшки 3-10 мм, розташовані на маленьких квітконіжках завдовжки 1-2 мм. Чашолистків 5: з них три дрібні, ланцетні, гострі, зелені, а два бічних великі, формою і кольором схожі на пелюстки, еліптичні, з клиноподібно звуженою основою, заокруглені. Ці чашолистки називають крилами. Віночок завдовжки 3-4,5 мм, трубчастий, синього, бузкового, рожево-бузкового, рідше — білого кольору. Як правило, колір віночка світліший за колір крил. Віночок складений з трьох пелюсток, розрізаних на лінійні лопаті на кшталт бахроми. Вісім тичинок зближені у дві групи. Зав'язь сидяча. Гінецей складається з двох плодолистків.
Плід — сплюснута, овальна чи оберненояйцеподібна, зелена коробочка, що містить по дві насінини. Її довжина складає 3-4 мм, ширина — 3,5 мм, за цими показниками вона завжди трохи коротша за крила. Насінини завдовжки 1,5-2,1 мм, яйцеподібні чи овальні, опушені, із принасінником.
Число хромосом 2n = 34.

### Хімічний склад
У траві китяток гіркуватих знайдені гаультерин, глікозиди, дубильні речовини, аскорбінова кислота (вітамін C), жирна та ефірна олії, смоли тощо. Гіркий смак та здатність милитися у воді обумовлені високим вмістом гіркот і тритерпенових сапонінів.

## Поширення
Китятки гіркуваті мають широкий ареал, що охоплює помірну зону Європи. Вони у великій кількості трапляються на теренах Швейцарії, на півдні та в центрі Німеччини, спорадично, але повсюдно поширені в Австрії. Частково зона розповсюдження осягає й північ Європи, але тільки регіони з помірним кліматом — південь Скандинавії, Фінляндію (включно з Аландськими островами й архіпелагом Турку), Балтію. У Росії вони зростають у Владимирській, Калузькій, Тульській областях, а на північ їхній ареал простягається аж до кордонів Мурманської області та Ненецького автономного округу, на схід — до Уральських гір. Єдина знахідка китяток гіркуватих описана навіть в Удмуртії. Водночас, цей вид можна побачити і на півдні Європи — у північній частині Балкан. Окремі ексклави описані у Великій Британії.
В Україні китятки гіркуваті відомі у Карпатах, спорадично поширені у Поліссі та лісостепу, але тільки у вологих місцинах.

## Екологія
Рослина світлолюбна, морозостійка, вологолюбна, проте, здатна витримувати періодичні нетривалі пересихання ділянок, на яких зростає. Віддає перевагу досить плодючим, торфовим ґрунтам із нейтральною або слаболужною реакцією, більш-менш дренованим, часто — із ґрунтовим живленням мінералізованими водами. Цей вид добре реагує на підвищений вміст кальцію. Трапляється на торфових та вологих низькотравних луках, по краях торфових і джерельних боліт, в тому числі гірських і приморських. В Альпах підіймається до висоти 2000 м. У материковій частині Фінляндії китятки гіркуваті трапляються у нетипових біотопах — на сухих луках, що розвинулись на вапнякових ґрунтах. На болотах ця рослина входить до складу рослинної асоціації Caricetum davallianae.
Вид розмножується насінням. Цвітіння триває близько місяця, часто відбувається двічі на рік. Зазвичай перше цвітіння спостерігають у квітні—червні, друге — у липні—серпні. В Україні китятки гіркуваті квітнуть у травні—червні. У китяток гіркуватих спостерігають самозапилення. В природі ця рослина мешкає у симбіозі із грибами, з якими утворює мікоризу.

## Статус виду
Попри осяжний ареал ареал китятки гіркуваті не всюди є поширеним видом. На своїй батьківщині (тобто у місцині, звідки були вперше описані) — в Австрії — вони зростають спорадично поодинокими особинами, хоча і по всій країні. Через це вони оголошені тут недостатньо дослідженим видом. У Чехії ця рослина має статус такої, якій загрожує швидке зникнення, а у сусідній Словаччині вона визнана вразливим видом. У Росії китятки гіркуваті занесені до Червоних книг Тульскої, Калузької, Мурманської, Володимирської областей, міста Москви та Ненецького автономного округу. В Україні цей вид занесений до списків охоронюваних рослин у Закарпатській та Рівненській областях.
Головними загрозами для цього виду зміни гідрологічного режиму (перш за все осушення), пожежі, випасання худоби, евтрофікація, яка сприяє зростанню високих трав, що витісняють китятки гіркуваті.

## Використання
У народній медицині використовують усю рослину разом із коренями, зібрану під час цвітіння. З цієї сировини готують настій. Зовнішньо його застосовують при карбункулах, фурункулах, екземі. Внутрішньо вживають як відхаркувальний засіб при гострих та хронічних захворюваннях дихальних шляхів, в тому числі туберкульозі, бронхіті, пневмонії, бронхіальній астмі. Завдяки гіркоті настій цієї рослини підвищує апетит, його також застосовують для лікування проносу, гастриту, коліту, ентероколіту. У народній медицині настій китяток гіркуватих радять пити жінкам під час лактації для підвищення молокоутворення, однак, така властивість науково не підтверджена, вона виникла через давні забобони, обумовлені подібною начебто дією на худобу.
Здатність милитися у воді в минулому використовували для очищення рук та обличчя у польових умовах. При митті китятки гіркуваті м'яко відбілюють шкіру, запобігають появі лупи на голові.
Китятки гіркуваті належать до маловідомих декоративних рослин, які зрідка висаджують у садках на вологих місцях. Для їх вирощування придатні лише добре дреновані та освітлені ділянки, наприклад, береги водойм.

## Таксономія
Первинно цей таксон був описаний з Австрії. За відомостями сайту The Plant List для китяток гіркуватих зареєстровані наступні синоніми:
- Polygala amara auct.
- Polygala amarella subsp. austriaca (Crantz) Dostál
- Polygala austriaca Crantz[1]

В межах виду існує два підвиди:
- Polygala amarella subsp. amarella — номінативний підвид, що має численні нерозгалужені стебла та сині квітки;
- Polygala amarella subsp. austriaca — китятки́ гіркува́ті австрі́йські вирізняються нечисленними, але галузистими стеблами та квітками білого чи білувато-бузкового кольору[4].

Самостійність підвидів деякі дослідники ставлять під сумнів, оскільки в культурі морфологічні відмінності між ними стають малопомітними, тому їх іноді розглядають як синоніми основної назви.